# Friedrich Mohs
Friedrich Mohs (ur. 29 stycznia 1773 w Gernrode, zm. 29 września 1839 w Agordo) – niemiecki chemik, mineralog. W roku 1812 opracował skalę twardości minerałów.
Rozpoczął studia matematyczno-przyrodnicze na Uniwersytecie w Halle w 1796, a w 1798 przeniósł się na dwa lata do Akademii Górniczej we Freibergu, gdzie był uczniem Abrahama Gottloba Wernera. W 1802 przyjął zaproszenie bankiera J. F. van der Nulla do Wiednia, aby uporządkować i opisać jago kolekcję minerałów. 
W ciągu następnych kilku lat Mohs podróżował po Europie Środkowej i Wschodniej. W 1812 został profesorem w FH Joanneum. W latach 1818-1826 pracował jako profesor katedry mineralogii w Akademii Górniczej we Freibergu. W 1825 rząd Saksonii odznaczył go Krzyżem Kawalerskim Orderu Zasługi Cywilnej. W 1826 Mohs przyjął posadę na Uniwersytecie Wiedeńskim. Był zaangażowany w reorganizację Gabinetu Minerałów i od 1827 rozpoczął wykłady. W 1835 został mianowany radcą górniczym. 